# ACEA-1328
ACEA-1328 je antagonist NMDA receptora, koji akutno pojačava antinocicepciju i hronično smanjuje toleranciju izazvanu morfijumom.